# جمال‌آباد (ارومیه)
جمال‌آباد روستایی است از توابع بخش انزل و در شهرستان ارومیه استان آذربایجان غربی ایران.روستای جمال آباد یکی از سرسبز ترین و تاریخی ترین روستاهای ارومیه می‌باشد و از نظر گردشگری مکان های زیادی دارد و قدمت این روستا بسیار طولانی است. روستای جمال آباد کهن ترین روستای انزل شمالی است که آب و هوای آن در بهار نسیمی و ملایم و در تابستان نیمه گرم و پاییز و زمستان سردی دارد 
جمال آباد از شمال با قوشچی و از جنوب با روستای گولان همسایه است. 
روستای جمال آباد حدوداً 5 کیلومتر با دریاچه ارومیه فاصله دارد
جمال آباد با فرهنگ ترین روستای انزل شمالی است ، مردمان جمال آباد مهربان و مهمان نواز هستند

## محصولات کشاورزی
از محصولات کشاورزی جمال آباد می توان به انگور ، گوجه فرنگی ، خیار ، بادام ، گردو ، زرد آلو ، گندم و ... می باشد حدود ۱۰ یا ۲۰٪ گندم شهر یا استان را روستای جمال آباد تامین می شود. 

## دین و زبان
دین مردم جمال آباد اسلام شیعه می باشد. تعداد کمی مسیحیت می باشد.
زبان رسمی مردم روستا ترکی آذربایجانی می باشد.

## جمعیت
این روستا در دهستان انزل شمالی قرار داشته و بر اساس سرشماری سال ۱۳۹۰ جمعیت آن ۳۰۰ (۸۰ خانوار)
بوده‌است.